# Schizostachyum alopecurus
Schizostachyum alopecurus är en gräsart som först beskrevs av Otto Stapf, och fick sitt nu gällande namn av Richard Eric Holttum. Schizostachyum alopecurus ingår i släktet Schizostachyum och familjen gräs. Inga underarter finns listade i Catalogue of Life.